# Бланк, Борис (музыкант)
Борис Бланк (нем. Boris Blank; род. 15 января 1952, Берн) — швейцарский композитор и участник синти-поп-группы Yello.

## Биография и карьера
Бланк родился 15 января 1952 года в Берне, Швейцария. Он является композитором и создает характерное звучание группы Yello. Бланк начал свою карьеру как водитель грузовика, но всегда интересовался музыкой. У него нет формального музыкального образования, но он экспериментировал с записью звуков и созданием новых звуков и сэмплов. Он также занимается сольным творчеством под псевдонимом Avant Garden для кино — телепроизводства.

## Семья
Жена — Патриция Фонтана, шведский реставратор; у них родилась дочь Оливия.

## Дискография

### Альбомы
- Convergence (2013)
- Electrified (2014)
- Resonance (2024)